# Knattspyrnufélag Reykjavíkur (pallamano)
Il Knattspyrnufélag Reykjavíkur è una squadra di pallamano maschile islandese con sede a Reykjavík.

## Palmarès

### Trofei nazionali
- Campionato islandese di pallamano maschile: 1
  - 1958.
- Coppa d'Islanda: 1
  - 1982.